# Estádio de Olembé
O Estádio de Olembé (em francês: Stade d'Olembé), formalmente denominado de Estádio Paul Biya, é um estádio multiuso localizado em Olembé, distrito de Iaundé, capital dos Camarões. Inaugurado oficialmente em 3 de setembro de 2021, sua capacidade máxima é de 60 000 espectadores.

## Homenagem
Nomeado em homenagem ao presidente Paul Biya, está localizado uma área de 34 ha (84 acres) a cerca de 13 quilômetros (8,1 mi) do centro da cidade. Após um atraso de três anos nas obras, o estádio foi inaugurado ainda parcialmente incompleto em 3 de setembro de 2021, com uma vitória de Camarões sobre Malawi por 2–0.

## Infraestrutura
O estádio é o maior do país e o nono maior da África. Está entre as sedes do Campeonato Africano das Nações de 2021, recebendo as cerimónias de abertura e encerramento da competição. Seu complexo desportivo inclui o estádio com grama natural e pista de atletismo, dois campos de treino, um ginásio, quadras de ténis, basquetebol e andebol, piscina olímpica, hotel com 70 quartos, centro comercial, museu e cinema.

## Tragédia
Em 24 de janeiro de 2022, 8 pessoas morreram e 38 ficaram feridas durante pisoteamento causado pela superlotação de torcedores locais amontoados no lado de fora do estádio, que desejavam assistir à partida oficial válida pela Copa Africana de Nações de 2021 entre Camarões e Comores, que terminou com a vitória dos anfitriões por 2–1.